# Musica (Fly Project)
Musica è un singolo del 2012 del gruppo musicale rumeno Fly Project.

## Tracce
EP
1. Musica (Extended Version) - 5:36
2. Musica (Pee4tee Remix) - 5:30
3. Musica (Pizza Brothers Remix) - 5:49
4. Musica (Radio Edit) - 3:39

Remixes
1. Musica (Bsharry Remix Edit) - 5:10
2. Musica (Bsharry Remix) - 3:39
3. Musica (Extended Version) - 5:36
4. Musica (Pee4tee Remix) - 5:30
5. Musica (Pizza Brothers Remix) - 5:49
6. Musica (Joe Bertè Remix) - 6:08
7. Musica (D@niele Remix) - 6:19
8. Musica (Radio Edit) - 3:39
9. Musica (Joe Bertè Remix Edit) - 3:13

## Classifiche
| Classifica (2012) | Maggiore posizione |
| ----------------- | ------------------ |
| Italia            | 6                  |

### Classifiche di fine anno
| Classifica (2013) | Posizione |
| ----------------- | --------- |
| Italia            | 74        |